# Lew Schneider
Lew Schneider (* 18. Juli 1961 in Chapel Hill, North Carolina) ist ein US-amerikanischer Fernsehproduzent, Drehbuchautor, Schauspieler und Stand-up-Comedian. 

## Leben
Schneider wurde in Chapel Hill in North Carolina geboren und wuchs in Brookline, Massachusetts, auf. Im Jahr 1979 schloss er die High School in Brookline ab. Dann ging er an die University of Pennsylvania, wo er im Jahre 1983 seinen Abschluss machte. Während der Zeit dort bekam er seinen ersten Eindruck von der Sketch-Comedy, als Mitglied der männlichen Musik- und Comedy-Truppe The Mask and Wig Club. 
Im Herbst 1989 begann Schneider seinen ersten regulären Job beim Fernsehen als Gastgeber der Nickelodeon-Game-Show Make The Grade. Sein Stand-Up-Act auf HBO One Night Stand wurde im Jahr 1992 vorgestellt. Er spielte in den zwei Fernseh-Sitcoms Wish You Were Here (1990) und Down the Shore (1992–93) mit. 
Schneider begann 1993 mit dem Schreiben für das Fernsehen. Seine Credits umfassen die George Wendt Show, The John Larroquette Show, und Die nackte Wahrheit. Er begann mit dem Schreiben für die US-Sitcom Alle lieben Raymond in seiner ersten Staffel und auch als Supervising und Executive Producer. Im Rahmen des Produktionsteams von Alle lieben Raymond war er 2003 und 2005 Empfänger von zwei Emmys für eine herausragende Comedy-Serie. 
Schneider trat als Marty in der 2004 Comedy Seeing Other People auf. 
Schneider ist ein Consulting Producer für die amerikanische Serie Fox’s Dad. 
Er heiratete Elizabeth Abbe im Jahre 1986 und hat drei Söhne.

## Filmografie
- 2013: The Goldbergs (Fernsehserie)